# Marcel Jousse
Pour les articles homonymes, voir Jousse.
Marcel Jousse est un chercheur né Anatole Honoré Jousse le 28 juillet 1886  à Beaumont-sur-Sarthe et mort le 14 août 1961 à Fresnay-sur-Sarthe. Il porte le prénom de son grand frère Marcel, qui était son parrain, après le décès prématuré de celui-ci. Ordonné prêtre en 1912, il entre en 1913 dans la Compagnie de Jésus. Élève de Marcel Mauss, de Pierre Janet, de Georges Dumas, de Jean-Pierre Rousselot, il côtoya les plus grands savants de son époque qui reconnurent en lui un chercheur exceptionnellement doué.

## Œuvres
Il est l'initiateur d'une anthropologie du geste, où il étudie le rapport du geste avec les mécanismes de la connaissance, de la mémoire et de l'expression. Sa recherche est élaborée à partir de l'étude des milieux d'oralité (qu'il qualifie de milieux de style oral), recherche qu'il a conduite, aussi bien à partir de son expérience personnelle d'une enfance vécue parmi les paysans sarthois, qu'à travers l'étude historique et géographique de divers milieux de style oral. Il confronta ses recherches avec des grands maîtres de l'époque, dont il fut l'élève : Marcel Mauss, Pierre Janet, Georges Dumas, Jean-Pierre Rousselot (créateur de la phonétique expérimentale).
Pour lui, le principe qui structure le cosmos est celui d'« une action qui agit sur une autre action ». Et l'on retrouve ce principe à la base du langage humain. Or l'homme est un « être à deux battants », bilatéralisé, qui se meut selon un rythme binaire. Lorsqu'il mémorise un récit oral, l'homme se laisse souvent guider par ce rythme. Ainsi peut-on relever, selon Jousse, des traces d'oralité dans la Bible à travers le « balancement » bilatéral et parallèle de certains textes, notamment dans les Psaumes et le Prologue de l'évangile selon Jean.
Il publia un premier état de ses recherches dans un mémoire intitulé Le Style oral rythmique et mnémotechnique chez les Verbo-moteurs (Archives de philosophie, Beauchesne, 1925). 

### Période d'enseignement
À partir de 1931, le professeur Henri Delacroix, devenu doyen de la Sorbonne, propose à Marcel Jousse de faire des conférences libres à l'amphithéâtre Turgot de la Sorbonne. Il y enseignera jusqu'en 1957, faisant salle comble durant toutes ces années.
En 1932, Marcel Jousse crée l'Institut de rythmo-pédagogie avec  un groupe d'anthropologues, de pédagogues et de psychiatres. Le président en est le docteur Joseph Morlaas. Cet Institut « a pour but d'élaborer, d'expérimenter et de perfectionner sans cesse une pédagogie vivante, fondée sur la psychophysiologie du geste, du langage et du rythme. Il établit une liaison indispensable entre le chercheur et le praticien, entre le laboratoire et l'établissement scolaire. Ses moyens d'action sont 1° Un laboratoire de rythmo-pédagogie, disposant d'appareils enregistreurs cinématographiques et phonographiques pour l'analyse du geste, de la parole et du rythme. 2° Une section d'expérimentation pour former des praticiens spécialistes dans les diverses branches de la pédagogie des enfants normaux et déficients. 3° Des cours et des conférences sur les récentes découvertes faites dans les diverses sciences intéressant la rythmopédagogie. 4° Des mémoires scientifiques sur l'anthropologie du geste et ses applications pédagogiques. »
Cette même année 1932, Marcel Jousse prend la chaire d’anthropologie linguistique à l’École d'anthropologie de Paris. Il y enseigne jusqu'en 1951.
En 1933, le professeur Maurice Goguel, doyen de la Faculté de théologie protestante de Paris, le fait intervenir comme conférencier libre sur son cours sur les origines du christianisme à l'École pratique des hautes études. Il y enseignera jusqu'en 1945.
Par ailleurs, deux directrices d’écoles de jardinières d’enfants lui demandent d’intervenir en tant que psychologue de l’enfant, ce qu’il fera dans le cadre du laboratoire de rythmo-pédagogie.
À chaque intervention, ce sont les dimensions pluridisciplinaires et pratiques qui sont soulignées. C’est ainsi que les programmes annuels de toutes ses interventions en Sorbonne comme à l’École d’Anthropologie portent la mention : « Les travaux anthropologiques de M. Marcel Jousse ont pour but de rechercher une liaison entre les disciplines psychologiques, ethnologiques et pédagogiques».
Le tableau suivant donne les thèmes d’année par lieu d’enseignement. 
| Année | Conférences libres en Sorbonne                                        | Cours à l'École d'Anthropologie de Paris                       | Conférences libres à l'École des Hautes Études                              | 1 Laboratoire de Rythmo-pédagogie 2 École d'Anthropo-biologie  |
| ----- | --------------------------------------------------------------------- | -------------------------------------------------------------- | --------------------------------------------------------------------------- | -------------------------------------------------------------- |
| 31    | Le geste en psychologie ethnique et en psychologie pédagogique        |                                                                |                                                                             |                                                                |
| 31-32 | La psychologie du geste et la psychologie stylistique                 |                                                                |                                                                             |                                                                |
| 32-33 | La psychologie du geste et la psychologie de la mémoire               | L'origine du langage et le mimisme humain                      |                                                                             |                                                                |
| 33-34 | La psychologie du geste et la psychologie de l'invention              | L'origine du langage et le geste oral                          | Les lois psycho-physiologiques de la mémoire dans le style oral palestinien | L'évolution pédagogique de l'enfant                            |
| 34-35 | La psychologie du geste et la psychologie du génie                    | L'origine mimographique de l'écriture                          | La psychologie de la parabole dans le style oral palestinien                | Le montage des gestes intellectuels chez l'enfant              |
| 35-36 | La psychologie du geste et la psychologie de l'enseignement           | Le mimisme et le langage de l'enfant                           | Les rythmes de l'évangile johannique et le style oral palestinien           | Le rejeu des gestes intellectuels chez l'enfant                |
| 36-37 | La psychologie du geste et la psychologie du symbole                  | Le mimisme et l'écriture de l'enfant                           | Les rythmes des catéchismes pauliniens et le style oral palestinien         | La rythmo-pédagogie palestinienne de rabbi Iéshoua de Nazareth |
| 37-38 | La psychologie du geste et la psychologie de la science               | Le mimisme et le jeu de l'enfant                               | Les rythmes de l'apocalypse johannique et le style oral palestinien         | Le mimisme humain et la mimo-pédagogie palestinienne           |
| 38-39 | La psychologie du geste et la psychologie de l'art                    | Le mimisme chez l'enfant et chez le primitif                   | Les rythmes de l'apocalypse synoptique et le style oral palestinien         | Le rythmo-catéchisme formulaire de rabbi Iéshoua de Nazareth   |
| 39-40 |                                                                       | Le langage chez l'enfant et chez le primitif                   | Les rythmes de l'apocalypse d'Esdras et le style oral palestinien           |                                                                |
| 40-41 |                                                                       | La métaphore chez l'enfant et chez le primitif                 | Les rythmes des apocalypses pauliniennes et le style oral palestinien       |                                                                |
| 41-42 | La psychologie du geste chez l'enfant et le paysan                    | L'anthropologie du geste et la prise de conscience             | Le rythmo-catéchisme aux Corinthiens et le style oral palestinien           |                                                                |
| 42-43 | La psychologie du style chez l'enfant et le paysan                    | Le comparaison chez l'enfant et chez le primitif               | Le rythmo-catéchisme sur la montagne et le targoûm oral araméen             |                                                                |
| 43-44 | La psychologie du rythme chez l'enfant et le Gaulois                  | Le mimodrame chez l'enfant et chez le primitif                 | Le rythmo-catéchisme sur le Pain de Vie et le targoûm oral araméen          |                                                                |
| 44-45 | La psychologie de l'ironie chez l'enfant et le Gaulois                | Le mimogramme chez l'enfant et chez le primitif                | Le rythmo-catéchisme du Verbe et le targoûm oral araméen                    |                                                                |
| 45-46 |                                                                       | L'anthropologie du langage et la colonisation                  |                                                                             |                                                                |
| 46-47 |                                                                       | L'anthropologie du langage et les civilisations                |                                                                             |                                                                |
| 47-48 |                                                                       | L'anthropologie du langage et la civilisation gallo-galiléenne |                                                                             | L'anthropologie mimismologique                                 |
| 48-49 |                                                                       | L'anthropologie du langage et la tradition gallo-galiléenne    |                                                                             |                                                                |
| 49-50 |                                                                       | L'anthropologie du langage et les gestes gallo-galiléens       |                                                                             |                                                                |
| 50-51 |                                                                       | L'anthropologie du mimisme et la méthodologie gallo-galiléenne |                                                                             |                                                                |
| 51    | Humanité, Maternité, Nativité                                         |                                                                |                                                                             |                                                                |
| 52    | L'anthropologie du mimisme et les gestes maternels                    |                                                                |                                                                             |                                                                |
| 53    | L'anthropologie du mimisme et les rabbis galiléens                    |                                                                |                                                                             |                                                                |
| 54    | L'anthropologie rabbis-paysans galiléens                              |                                                                |                                                                             |                                                                |
| 55    | L'anthropologie mimismologique et les apocalypticiens galiléens       |                                                                |                                                                             |                                                                |
| 56    | L'anthropologie mimismologique et les proverbistes-paysans galiléens  |                                                                |                                                                             |                                                                |
| 57    | L'anthropologie mimismologique et la tradition de style oral galiléen |                                                                |                                                                             |                                                                |

Essentiellement oral, Marcel Jousse ne publia qu'une quinzaine de petits mémoires scientifiques. Mais les milliers de cours, qu'il dispensa dans les écoles citées ci-dessus, ont été sténotypés puis dactylographiés par les soins de Gabrielle Baron, sa collaboratrice. Mis à la disposition des chercheurs à la bibliothèque du Laboratoire d'anthropologie sociale du Collège de France, à la bibliothèque de l'Institut catholique de Paris et au siège de l'Association Marcel Jousse, ils sont également accessibles sur deux CD-Roms qu'on peut se procurer auprès de l'association Marcel-Jousse.

### Après sa mort
À la fin de sa vie, il commença à élaborer la synthèse de sa pensée, dans un ouvrage intitulé L'Anthropologie du geste (Gallimard, 1974) que Gabrielle Baron publia à titre posthume. Celle-ci entreprit également de collectionner en deux volumes La Manducation de la Parole (Gallimard, 1975) et Le Parlant, la Parole et le Souffle (Gallimard, 1978) les différents mémoires scientifiques publié de son vivant. Dans cette synthèse finale, Marcel Jousse revient sur les grandes lois du geste et de la mémoire : rythmisme, bilatéralisme et formulisme.
Ses recherches l'ont conduit à s'intéresser plus spécialement à la transmission orale de la Bible, et, plus spécifiquement encore, à la formation orale des Évangiles, à leur transmission orale ainsi qu'à leur traduction et à leur mise par écrit. L'originalité de Marcel Jousse est de n'être pas resté sur le plan théorique en ce qui concerne ces questions mais de les avoir rendues accessibles à des gens de style écrit, en leur proposant la pratique des récitations rythmo-pédagogiques de l'Évangile.
Plusieurs courants actuels de transmission orale de la Bible sont tributaires de ses recherches :
1. L'Association canadienne du récitatif biblique (ACRB)[3] dont la fondatrice Louise Bisson[4] a étudié à la Fondation Marcel Jousse.
2. La Fraternité Saint Marc[5].
3. Parole vivante de Pierre Scheffer.
4. L'association Parole et geste[6].
5. L'association Enjeux de l'Étude du Christianisme des Origines, rassemblant notamment les travaux des chercheurs Pierre Perrier, du père Frédéric Guigain et de Jean-François Froger[7].
6. L'association L'Evangile au cœur, fondée par Pierre Perrier et un groupe de mémorisants, ancrée dans la tradition de l’Église apostolique chaldéenne[8].

Mais, à travers son anthropologie du geste, Marcel Jousse cherchait à rénover la pédagogie, aussi bien profane que sacrée, en en faisant une mimopédagogie. C'est cette recherche que poursuit actuellement l'Institut européen de mimopédagogie, à l'école de Marcel Jousse, dirigé par Yves Beaupérin.
Plus largement encore, Marcel Jousse visait à établir une liaison entre disciplines, souvent indépendantes : anthropologie, ethnologie, linguistique, psychologie, psychiatrie, pédagogie, catéchèse, liturgie, exégèse... Son œuvre demeure d'une grande actualité et d'une étonnante fécondité. C'est à la faire connaître que travaille l'association Marcel Jousse.

## Éléments bibliographiques

### Publications
- Études de psychologie linguistique. Le style oral rythmique et mnémotechnique chez les verbomoteurs, Archives de philosophie, Volume II, Cahier IV, 1925. Paris, Gabriel Beauchesne, Éditeur, 1925, 242 p. Disponible en ligne
- La pensée et le geste. 1 : le geste mimique corporel et manuel. Le manuscrit autographe, 1927
- Études sur la psychologie du geste. Les rabbis d'Israël. Les récitatifs rythmiques parallèles. I Genre de la maxime, Spes, Paris, 1930
- Méthodologie de la psychologie du geste. Revue des cours et conférences, no 11, 15 mai 1931, p. 201-218
- Les Lois psycho-physiologiques du Style oral vivant et leur utilisation philologique. L'Ethnographie, no 23, 15 avril 1931, p. 1-18
- Henri Bremond et la psychologie de la lecture. In memoriam. Revue des cours et conférences, décembre 1933
- Du mimisme à la musique chez l'enfant, Geuthner, Paris, 1935. Mémoire
- Mimisme humain et psychologie de la lecture, Geuthner, Paris, 1935
- Mimisme humain et style manuel, Geuthner, Paris, 1936
- Les outils gestuels de la mémoire dans le milieu ethnique palestinien : Le Formulisme araméen des récits évangéliques. L'Ethnographie, no 30, 15 décembre 1935, p. 1-20
- Le mimisme humain et l'anthropologie du langage. Revue anthropologique, juillet-septembre 1936, p. 201-215.
- Le bilatéralisme humain et l'anthropologie du langage. Revue anthropologique, avril-septembre 1940, p. 2-30
- Judahen, Judéen, Judaïste dans le milieu ethnique palestinien. L'Ethnographie, no 38, 1er janvier-1er juillet 1940, p. 3-20
- Père Fils et Paraclet dans le milieu ethnique palestinien. L'Ethnographie, no 39, année 1941, p. 3-58
- Les formules targoumiques du Pater dans le milieu ethnique palestinien. L'Ethnographie, no 42, année 1944, p. 4-51
- La manducation de la leçon dans le milieu ethnique palestinien. Geuthner, Paris, 1950
- Rythmo-mélodisme et rythmo-typographisme pour le style oral palestinien. Geuthner, Paris, 1952
- Du style oral breton au Style oral évangélique. Gabrielle Desgrées du Loû. (ce mémoire rédigé intégralement de son vivant mais non publié l’a été dans le Cahier Marcel Jousse no 8, novembre 1996)

### Documents posthumes
Textes établis et publiés par sa collaboratrice Gabrielle Baron :
- L'Anthropologie du Geste, Gallimard, 1974.
- La Manducation de la Parole, Gallimard, 1975, (préface de Joseph Morlaas).
- Le Parlant, la Parole et le Souffle, Gallimard, 1978, (préface de Maurice Houis).

Ces ouvrages sont republiés en 2008 en un seul volume, sous le titre L'Anthropologie du Geste chez Gallimard dans la collection Tel .
- Dernières Dictées(texte établi et publié par Edgard Sienaert[11]), Association Marcel Jousse, 1999.
- Dossier Marcel Jousse de la revue Nunc, dirigé par Rémy Guérinel, Edgard Sienaert et Franck Damour, avec des cours inédits de M. Jousse. revue Nunc, numéro 25, octobre 2011. Site de la revue
- * Psycho-physiologie générale du Geste 1er cours donné par Marcel Jousse, professeur d'anthropologie linguistique à l’École d’anthropologie de Paris, le 7 novembre 1932, rejoué par Gérard Rouzier le 6 décembre 2012 au Centre Culturel Georges Bernanos.
- Au commencement était le Mimisme, Essai de lecture globale des cours de Marcel Jousse par Edgard Sienaert,, Association Marcel Jousse, 2013,169 p.
- Marcel Jousse - Origine et fondamentaux de l’expression humaine, Cours oraux choisis et présentés par Edgard Sienaert, Paris, Association Marcel Jousse.
- Le cinématographe ou le retour au geste, Dix cours oraux choisis et annotés par Edgard Sienaert, Préface de Barbara Grespi, Association Marcel Jousse, 2019, 194p.

## Témoignages d’auditeurs et de contemporains
- « Jousse a été sans aucun doute l’un des esprits qui ont le plus efficacement préparé la réconciliation d’Israël et de l’Église ayant eu le génie d’écouter la parole en ses sources et de l’interpréter en fonction de son substrat sémite et de son contexte historique ». (André Chouraqui auditeur)
- Marcel Jousse, « ce grand esprit à la fois saint et laïc dont les idées, l’enseignement sont une plaque tournante de la psychologie du langage en France » (André Spire auditeur)

### Documents biographiques
- Gabrielle Baron. Marcel Jousse, introduction à sa vie et à son œuvre, Casterman, 1965. (Préface du cardinal Béa) (Réédition en 1981 au Centurion sous le titre Mémoire vivante : Vie et œuvre de Marcel Jousse)
- Rémy Guérinel. Dans la succession de l’Abbé Rousselot : Marcel Jousse, s.j. (1886-1961). In Sur les pas de Marey. Science(s) et cinéma. Paris, L’Harmattan, 2004. 243-251.
- Rémy Guérinel. Déchiffrer l'énigme Marcel Jousse (1886-1961) au regard de l'éclipse de Pierre Janet (1859-1947). Janetian Studies Vol. 3. 2006.
- Rémy Guérinel. Témoignages sur le vif  de Marcel Jousse,  auditeur et « fidèle disciple » de Pierre Janet. Janetian Studies. Numéro Spécial 02, 2007, 57-64.
- Rémy Guérinel. Marcel Jousse entre Pierre Janet et Joseph Morlaas. Annales Médico-Psychologiques, No 3-2008, 79-84.
- Rémy Guérinel, L’apprentissage du grec par Auguste-François Maunoury (1811-1898) en dialogue avec l’œuvre de Marcel Jousse (1886-1961) dans Translatio. La transmission du grec entre tradition et modernité. (Textes réunis par Pascale Hummel). Paris, Philologicum, 2009, p. 35-51.
- Titus Jacquignon, Marcel Jousse. Jalons pour un itinéraire biographique et intellectuel, Nunc 25, novembre 2011
- Frédéric Lefèvre. Marcel Jousse : une nouvelle psychologie du langage. Roseau d’or, 1927.
- Ferdinand Legros. Qui es-tu Marcel Jousse ? Un illustre savant sarthois méconnu.La vie mancelle, juin–juillet 1968, 10-12.
- Joseph Morlaas. Un renouvellement de la psychologie. La doctrine du R. P. Marcel Jousse, Comœdia, 22 mai 1931, p. 1
- Joseph Morlaas. Marcel Jousse : un maître. Revue Renaissance de Fleury, No 104 Noël 1977.
- René d'Ouince. Le Révérend Père Marcel Jousse. Courrier France, novembre 1961.
- Albert Petit. Le Copernic de la mécanique humaine. Les Nouvelles Littéraires, 10 juin 1965.
- Michel Riquet. “Un découvreur méconnu: Marcel Jousse.” Rencontre chrétiens et juifs, 1979, 60:72-76.
- Haun Saussy, “Non pour abolir, mais pour accomplir: les destinées de Marcel Jousse.” Nunc 25, novembre 2011, 1-7
- Fily Dabo Sissoko. Sagesse noire (Sentences et proverbes malinkés). Editions la Tour du guet, 1955. (L’introduction aborde la rencontre avec Marcel Jousse)
- Claude Tresmontant. Un génial précurseur : Marcel Jousse. Ecclesia 198, 1965, 99-104.

### Documents contemporains de Jousse
- Sous le signe du Style oral. Le Jésus-Christ du R. P. de Grandmaison. Les nouvelles littéraires, 21 juillet 1928.
- Etiennette Boucly. Le style oral dans les milieux palestiniens. Revue juive de Genève, mai 1934.
- Etiennette Boucly. La mimique hébraïque et la rythmo-pédagogie vivante (Bible et Science). Cahiers juifs, vol. 15, 1935.
- Etiennette Boucly. Le style oral chez les Rabbis d’Israël (Bible et science). Cahiers juifs, vol. 7, 1934.
- Henri Bremond. Le R .P. Jousse et la psychologie de la prière. La vie catholique, 20 avril 1929.
- Georges Charensol. Le cinéma, art du geste. Le Monde , 15 septembre 1929.
- Adolphe Ferrière. Rythme et geste chez les tout-petits. Pour l’Ere nouvelle, juin 1928.
- Gaston Fessard. Le style oral du Père Marcel Jousse. Une nouvelle psychologie du langage. Études, 1927, troisième partie, Tome 192.
- Henri Fleisch. Essai de psychologie linguistique, Revue de philosophie, nouvelle série, t. II, 1931, p. 623-641, t. III, p. 147-183.
- Maurice Goguel. Marcel Jousse, Etudes sur la psychologie du geste. Les Rabbis d'Israël. Récitatifs rythmiques parallèles. 1. Genre de la maxime. Ed. Spes, Paris, 1929, In: Revue d'histoire et de philosophie religieuses, 11e année n°2, Mars-avril 1931. pp. 222-225.
- Léonce de Grandmaison. Le style oral. En marge d'un mémoire de psychologie linguistique. Études, 20 juin 1925, 685-705.
- Paul Halflants. Le sémitisme chez les écrivains catholiques. La Revue catholique des Idées et des faits, 30 décembre 1927.
- Robert Jacquin. Notions sur le langage d'après les travaux du Père Marcel Jousse, J. Vrin, 1929.
- Guy Le Floch. Marcel Jousse et l'anthropologie du mimisme. Archives internationales de la danse, année 3, no. 2, avril 1935, p. 54-55.
- Frédéric Lefèvre. La psychologie expérimentale. Une heure avec M. Pierre Janet (en présence de Marcel Jousse). Les nouvelles littéraires. Samedi 17 mars 1928.
- Jean Lhermitte. Langage et Mouvement. L’Encéphale no 1,1938, 1-28.
- Alfred Loisy. Marcel Jousse - Etudes de psychologie linguistique, Revue critique d'histoire et de littérature, 15 juillet 1925, p. 264-267
- Alfred Loisy. Marcel Jousse - Etudes de psychologie linguistique, Journal de psychologie normale et pathologique, 1925
- Louis Mariès, Études de Psychologie linguistique, La Vie catholique, 23 août 1925
- Joseph Morlaas. Du Mimage au Langage. L'Encéphale no 3, Paris, 1935.
- Antoine Meillet. Marcel Jousse - Études de psychologie linguistique. Bulletin de la Société de Linguistique de Paris, Tome 26, Fascicule 3, No 80, 1925, p. 5.
- André Ombredane. Le langage, gesticulation significative, mimique et conditionnée. Revue philosophique de la France et de l’étranger. 1931, III, 217-230.
- Gilbert Robin. Actualités psychologiques. En marge des travaux de Marcel Jousse. Les nouvelles littéraires, 28 octobre 1927.
- Robert de Souza. Marcel Jousse, "Le Style oral rythmique et mnémotechnique chez les verbo-moteurs", Mercure de France, vol. 219, no 763 (1er avril 1930), 189-202
- B. Tchang Tcheng-Ming, L'Écriture chinoise et le geste humain : essai sur la formation de l'écriture chinoise, Paul Geuthner 1937
- Adolphe Thomas. L'Anthropologie du Geste et les Proverbes de la Terre, Revue anthropologique no 10-12, octobre-décembre 1941.
- Paul Vulliaud. Le style des Evangiles et les théories du P. Jousse, Mercure de France, 1er avril 1931, 77-98.
- Paul Thomas Young, Reviewed Work: Études de Psychologie Linguistique; Le Style Oral Rythmique et Mnémotechnique Chez les Verbo-Moteurs by Marcel Jousse, The Journal of Philosophy, Vol. 23, No. 10 (May 13, 1926), pp. 276-277 (2 pages)

### Documents posthumes
- Robert Aron. Trop en avance sur son temps. Les Nouvelles Littéraires, 10 juin 1965.
- G. Aulestia. Marcel Jousse y Manuel Lekuona: dios pioneros de la literatura oral. Revue Internationale des Études Basques. 1994, vol. 39, no1, p. 27-40.
- Willy Bakeroot. Les rythmes du temps et l'accès au langage dans les recherches de Marcel Jousse. Carmina, Rencontres de musicothérapeutes, Besançon 11 et 12 novembre 2010
- Gabrielle Baron. Introduction au style oral de l'Évangile, d'après les travaux de Marcel Jousse, Le Centurion, 1981.
- Andrée Brihat, Mimisme et expression humaine, Paris: E. Robert, 1982
- Anne Boissière. Geste, langage, mimèsis : la référence à Marcel Jousse dans Problèmes de sociologie du langage (de Walter Benjamin). in « La tâche du traducteur (autour de Walter Benjamin) », Avril 2004, Athènes, Institut Français d'Athènes.
- Andrée Brihat. Mimisme et Expression humaine. Paris, E. Robert, 1982.
- Denis Cerclet, « Marcel Jousse : à la croisée de l’anthropologie et des neurosciences, le rythme des corps », Parcours anthropologiques [En ligne], 9 | 2014,
- Michel de Certeau. Une anthropologie du geste : Marcel Jousse. Études, 1970, 770-773.
- André Chouraqui. Les œuvres posthumes de Marcel Jousse. Rencontre. Chrétiens et Juifs. 1979, no60, p. 77-79.
- Natalie Depraz, Jousse et Merleau-Ponty : l’enfant en nous. Parole et mimisme, revue Nunc n°25, Octobre 2011
- Natalie Depraz.  Marcel Jousse et la phénoménologie. L’originalité du concept d’ intussusception : en deçà de l’empathie, l’alliance avec la résonance, Transversalités, Institut Catholique de Paris, 2021/2 n° 157, p.71-81
- Franck Damour. Marcel Jousse. Pour une anthropologie autre. Introduction au dossier Marcel Jousse de la revue Nunc n°25, Octobre 2011
- Dominique Ducard. Corps actif, geste signifiant, symbole. A la recherche de l'homme vivant une rencontre entre chercheurs, praticiens et artistes autour de l’anthropologie linguistique de Marcel Jousse (1886-1961), Université Jean-Moulin Lyon-3, Sep 2011, Lyon, France.
- Rémy Guérinel. « Charles Péguy sur la bouche de Marcel Jousse », dans Bulletin L'Amitié Charles Péguy n°150, "Péguy et la langue, II", avril-juin 2015, pp.  137-150
- Rémy Guérinel. Marcel Jousse : un Kepler de l’ éducation, Transversalités, Institut Catholique de Paris, 2021/2 n° 157, p. 9-19
- Rémy Guérinel,  Péguy, l’arrière-pays commun à Marcel Jousse et Bruno Latour, Rencontres Marcel Jousse, 2022
- Françoise Fromont. L'enfant mimeur - L'anthropologie de Marcel Jousse et la pédagogie. Éditions EPI 1978 - Coll. "Hommes et groupes".
- Maurice Houis. Une lecture introductive à l'Anthropologie du Geste de Marcel Jousse, in Humanisme et foi chrétienne. Mélanges scientifiques du centenaire de l'Institut Catholique de Paris, Paris, Beauchesne, 1976, p. 145-156.
- Maurice Houis. De l’impression à l’expression: une approche de l’anthopologie selon Marcel Jousse. Recherche, Pédagogie et Culture, 1979, 40:24-27.
- Cherif Keita. Fily Dabo Sissoko et Marcel Jousse: Dialogue sur l'oralité. In: Ministère de la Culture du Mali, editor. Tradition et modernité dans l'œuvre littéraire de Fily Dabo Sissoko. Bamako: Editions Jamana, 2001: 144-159.
- Titus Jacquignon, Le caractère fondamental de l'expérience indienne de Marcel Jousse dans la création de sa méthode anthropologique, Revista Mundaú, May 2022
- Maxime Kovalevsky. Le Formulisme dans la Musique liturgique chrétienne. Encyclopédie des musiques sacrées, Paris: Labergerie -Mame, 1970.
- Maxime Kovalevsky. Tradition palestinienne et tradition française à la lumière des écrits du père Jousse. Présence orthodoxe, 1994, no2, p. 11-24.
- Yvonne Langlois, Marcel Jousse - De l'anthropologie du geste à l'éducation générale et religieuse, Préface de Guy Avanzini, Don Bosco, 1 octobre 2004, 310 p.
- Roberte Langlois, Les précurseurs de l'oralité scolaire en Europe - de l'oral à la parole vivante, Presses universitaires de Rouen et du Havre, 4 août 2012, 257 p.
- Jean-Rémi Lapaire. Conserver, adapter, transformer : Marcel Jousse à l’ épreuve du présent, Transversalités, Institut Catholique de Paris, 2021/2 n° 157, p. 49-69
- Jacques Lecoq. Le geste sous le geste. in Marcel Jousse, Du geste à la parole, Centre  Sèvres, 1987, 55-58.
- Jacques Madaule. L’œuvre de Marcel Jousse. Revue catholique internationale Communio, I, 7 - n°7 septembre 1976.
- Jean Métellus. Marcel Jousse et L'anthropologie du geste. Chroniques La NRF, no 332, Septembre 1980,  p. 60-67
- A. Milet.  La Parole charnelle. Jean Sulivan et Marcel Jousse. La Foi et le Temps, Liège, 1982, vol. 12, no3, p. 261-273.
- Christine Rayroux, Dire Claudel ou parler Jousse ?, revue Nunc n°25, Octobre 2011
- Marie-Madeleine Réty. L’Anthropologie de Marcel Jousse et le développement de l’enfant. Cahiers Marcel Jousse, no 6, novembre 1993, 9-49.
- François Richaudeau, De Marguerite Duras à Marcel Jousse, le Jésuite. Communication et Langages, no 69, 1986, p. 8-25.
- Camille Riquier. Liminaire  du dossier Marcel Jousse, Transversalités, Institut Catholique de Paris, 2021/2 n° 157, p. 5-6
- André Robert. Les cours oraux de Marcel Jousse. Revue de l'Institut Catholique de Paris, 1985, no14, p. 105-113.
- Henri Savonnet, Pour une lecture de Jousse, Revue Vent du Béna, mars 1976
- Jean Sulivan, Retour à la Parole (sur Jousse). Études, Février 1976, p. 295-300.
- Jean Sulivan, Parole. Renaissance de Fleury, no 104, 1977, p. 17-21.
- Jean Sulivan, Postface. in Gabrielle Baron, Mémoire vivante, Le centurion, 1981, p. 301-304.
- Xavier Sallantin, Jousse précurseur, Revue Vent du Béna, mars 1976
- Xavier Sallantin, L’anthropologie du mimisme et la science contemporaine, Cahier Marcel Jousse No 2 (Nov 1988), p. 7-22
- Xavier Sallantin, Fondements naturels du style oral de Marcel Jousse, Cahier Marcel Jousse No 4 (novembre 1993), p. 34-47
- Pierre-Yves Testenoire, Une sémiologie sans signe : Marcel Jousse et la linguistique de son temps,  Héritages, réceptions, écoles en sciences du langage : avant et après Saussure, Presses de la Sorbonne Nouvelle, p. 245-254, 2019
- Pierre-Yves Testenoire, De la marginalité en histoire des idées linguistiques : le cas Marcel Jousse. Histoire des idées linguistiques : hommage aux travaux de Christian Puech, May 2019, Paris
- Pierre-Yves Testenoire. Les recherches sur la poésie orale autour d’Antoine Meillet : Jean Paulhan, Marcel Jousse, Milman Parry. Histoire Epistémologie Langage, 2022, 44-2, pp.79-100.
- Clara-Élisabeth Vasseur. Penser le réel avec Marcel Jousse et Henri Bergson, Transversalités, Institut Catholique de Paris, 2021/2 n° 157, p. 21-34
- Elisabeth Vasseur, Marcel Jousse, lecteur de Bergson. Enquête philosophique et historique, Paris, Beauchesne, 2023, 534 p
- Bertrand Vergely, Quand l’anthropologie devient une théologie, revue Nunc n°25, Octobre 2011
- Bertrand Vergely. Marcel Jousse ou la subversion lumineuse, Transversalités, Institut Catholique de Paris, 2021/2 n° 157, p. 35-47
- Benoît Virole, Un couteau au bord du signe, revue Nunc n°25, Octobre 2011

## Documentation audio-visuelle
- Le geste, le verbe et le souffle. Jubilé Marcel Jousse 2011. Gérard Rouzier rejoue un cours de Marcel Jousse en 1932; Albert Petit témoigne : les cours de Marcel Jousse 1943-1948;  "Resurrexit" Samuel Borie compose et raconte des histoires.  Réalisateur : Christian-Léon Bois. LIRAMDO & Association Marcel Jousse. Studio : Katriona Éditrice. Octobre 2012. DVD ASIN: 2911883012.
- Sur les pas de Marcel Jousse. Film documentaire, réalisé par Jean-Claude Cheyssial et produit par Jean-Rémi Lapaire (Université Bordeaux Montaigne). Une co-production : Université Bordeaux Montaigne & Association Marcel Jousse. Septembre 2014. Film complet visible en streaming sur la chaîne Youtube de l'Université Bordeaux Montaigne https://www.youtube.com/watch?v=_J063QlYcUU

## Travaux universitaires
- Marie-Françoise Fromont, L'anthropologie de Marcel Jousse et ses applications à la pédagogie, Thèse de psychologie, Paris 7, 1973
- Joseph Thomas, Pierre Boutang, Geste et anthropologie selon Marcel Jousse, 1982
- Thierry Chatain et Pierre Boutang, Les lois anthropologiques de Marcel Jousse peuvent-elles fonder une pédagogie ? 1982
- Pierre Scheffer, Le formulisme dans la recherche anthropologique de Marcel Jousse (1886-1961) sous la direction de Michel Meslin et de Jean-Yves Hameline - Anthropologie religieuse - Paris 4, 1995
- Yvonne Langlois, La pédagogie du geste de Marcel Jousse : ses fondements et sa contribution à la pédagogie, sous la direction de Michel Soëtard - Sciences de l'éducation - Lyon 2, 2002
- Thomas Marshall, De l’Homme – ordinateur à l’Homme mimeur. Actualité des recherches de Marcel Jousse (1886-1961) en sciences de l’information et de la communication et en sciences cognitives – Mémoire de Master 1 sous la direction de Fabienne Martin-Juchat, Université de Bourgogne, 2005
- Roberte Langlois, Oralité et éducation : la parole et le vivant au cœur de l'idéal éducatif  sous la direction de Loïc Chalmel - Sciences de l'éducation - Rouen, 2009.
- Elisabeth Vasseur, Marcel Jousse, philosophe, Dialogue avec Bergson,  thèse d’histoire de la philosophie en cotitulature entre l’Institut catholique de Paris et l’Université catholique d’Eischätt-Ingoldstadt sous la direction d'Emmanuel Falque, 2019
- Titus Jacquignon, L’expression, le geste et le rythme : fondements épistémologiques, exégèse critique et corpus analytique de l’œuvre et de la méthode développées par Marcel Jousse (1881-1961) sous la direction de Jean-Rémi Lapaire - Didactique des langues et des cultures - Bordeaux 3, 2022

## Articles sur des approches  inspirées
- Joëlle Aden, Steven Clark et Marie Potapushkina-Delfosse, « Éveiller le corps sensible pour entrer dans l’oralité des langues : une approche énactive de l’enseignement de l’oral », Lidil [En ligne], 59 | 2019
- Apollinaire Anakesa Kululuka. Du fait gestuel à l’empreinte sonore : pour un geste musical. Cahiers de Musiques Traditionnelles, 2001
- Roberte Langlois. Les pédagogues de l’oralité : la parole et le vivant pour idéal scolaire. In: Spirale. Revue de recherches en éducation, n°45, 2010. Pédagogies alternatives. Quelles définitions, quels enjeux, quelles réalités ? sous la direction de Rémi Casanova et Cécile Carra. pp. 117-126.
- Roberte Langlois. « Marcel Jousse (1886-1961) : Anthropologie du geste et « style oral », la parole et le geste au cœur du processus de cognition », Pratiques [En ligne], 183-184 | 2019
- Jean-Rémi Lapaire. À corps perdu ou le mystère de la désincarnation des langues. E-CRINI- La revue électronique du Centre de Recherche sur les Identités Nationales et l’Interculturalité , 2014, 6.
- Claire Petitmengin. S'ancrer dans l'expérience vécue comme acte de résistance, Séminaire en ligne du Labo de Micro-phénoménologie, 25 – 29 Mai 2020
- Claire Petitmengin. Le corps du savant à la source du sens. Matthieu Quidu. Epistémologie du corps savant. Tome II, La recherche scientifique comme expérience corporelle, L'Harmattan, pp.63 - 83, 2014, Espaces et temps du sport, 978-2-336-30707-7. ⟨hal-01311850⟩
- Marie Potapushkina-Delfosse. La marche et le tracé pour entendre et prononcer une langue étrangère. Les Langues Modernes, 2020, 3/2020, pp.57-67.
- Marie Potapushkina-Delfosse. Découvrir une langue vivante à l'école maternelle grâce à la médiation rythmo-mimique. Joëlle Aden, Véra Delorme, Laura Nicolas. Médiations dans l'enseignement des langues. Perspectives translangagières et transculturelles., Editions Le Manuscrit, 2023, 978-2-304-05413-2
- Ismael Scheffler, Jacques Lecoq e a Antropologia do gesto de Marcel Jousse, Jacques Lecoq et L’Anthropologie du Geste de Marcel Jousse,,  PÓS:Revista do Programa de Pós-graduação em Artes da EBA/UFMG. v.9, n.17: mai. 2019, p. 219-251